# ما مارشال هستیم
ما مارشال هستیم (به انگلیسی: We Are Marshall) یک فیلم زندگی‌نامه‌ای، ورزشی و درام آمریکایی محصول سال ۲۰۰۶ به کارگردانی جوزف مک‌گینتی نیکول است. در این فیلم بازیگرانی همچون متیو مک‌کانهی، متیو فاکس، ایان مک‌شین، آنتونی مکی، کیت مارا، جنیوری جونز، برایان گراتی، دیوید استراترن، ویلبور فیتزجرالد، رابرت پاتریک و کیمبرلی ویلیامز-پیزلی ایفای نقش کرده‌اند.
این فیلم عواقب سقوط هواپیمای سال ۱۹۷۰ را به تصویر می‌کشد که ۷۵ نفر کشته شدند: ۳۷ بازیکن تیم فوتبال تاندرینگ هرد دانشگاه مارشال، پنج مربی، دو مربی ورزشی، مدیر ورزشی، ۲۵ تقویت کننده و پنج نفر خدمه هواپیما.